# DJ Jamaika
DJ Jamaika, nome artístico de Jefferson da Silva Alves (Taguatinga, 28 de outubro de 1967 – Paranoá, 23 de março de 2023), foi um rapper brasileiro. Começou sua carreira, em Ceilândia, Distrito Federal, e foi um dos pioneiros do hip hop brasiliense. Juntamente com seu irmão, Kabala, liderou o grupo de rap Álibi, o qual contava com o apoio de Rei, do Cirurgia Moral, muito confundido como integrante, de fato, do grupo Álibi.
Antes do grupo Álibi, Jamaika participou de outros grupos, quando participou de concursos de rap do Distrito Federal. Tendo como destaque profissional o aclamado grupo Câmbio Negro, que foi DJ e vocal com X no álbum Sub-Raça em 1993. Na carreira solo, sua música mais conhecida é "Tô Só Observando", hit que fez Jamaika ter uma grande projeção nacional, o que chamou a atenção da grande indústria fonográfica. O rapper lançou seus discos pelas gravadora Discovery, Discovery G1 e Wea Brasil.
No início de 2002, Jamaika tornou-se evangélico e passou a compor no segmento do hip hop cristão. Apesar da mudança de estilo musical, o artista continuou com grande aceitação dos antigos fãs.
Morreu aos 55 anos, em 23 de março de 2023. Ele lutava há alguns anos contra um câncer na coluna e estava internado no Hospital do Paranoá. A morte foi confirmada em um anúncio em sua página nas redes sociais.

## Discografia
Fonte:

#### Com Detrito Federal
- Não Vejo Nada (1992)

#### Com Câmbio Negro
- Sub-Raça (1993)

#### Com Álibi
- Abutre (1995)
- Pague Pra Entrar e Reze Pra Sair (1997)

#### Carreira independente
- Utopia (1998)
- De Rocha (1999)
- Pá Doido Pirá (2000)
- A Bola da Vez (2002)
- Dub Remix (2003)
- Antídoto (2005)
- Álibi Para Morte (2007)
- Evangeloco (2008)
- Fé em Deus (2012)

## Prêmios
| Ano  | Prêmio       | Categoria               | Ref.  |
| ---- | ------------ | ----------------------- | ----- |
| 2007 | Prêmio Hutúz | Melhor Produtor Musical | [ 3 ] |

## Filmografia
| Ano  | Título                 | Personagem |
| ---- | ---------------------- | ---------- |
| 2015 | Branco Sai, Preto Fica | Rapper     |